# Eisenbahnunfall von Khatauli
Bei dem Eisenbahnunfall von Khatauli entgleiste am 19. August 2017 ein Schnellzug beim Bahnhof von Khatauli, im Distrikt Muzaffarnagar in Uttar Pradesh, Indien. 24 Menschen starben.

## Ausgangslage
Der Kalinga Utkal Express war von Puri in Odisha nach Haridwar in Uttarakhand unterwegs, eine Fahrt von etwa 36 Stunden. Der Zug bestand aus einer Lokomotive und 23 Wagen.
Am Gleis der Strecke waren bei Khatauli Arbeiten im Gang. Davon war die Betriebsleitung aber nicht informiert worden.

## Unfallhergang
Der Zug befuhr die Baustelle, ohne dass Fahrdienstleiter oder Lokführer Bescheid wussten. Hier waren Schienenverbindungen gelöst, die zugehörigen Befestigungselemente fanden sich bei der Unfalluntersuchung auf der anderen Seite des Gleises. 14 Wagen  des Zuges entgleisten hier gegen 17:45 Uhr.  Dabei prallte ein Wagen gegen ein Haus.

## Folgen
24 Menschen starben, 154 wurden darüber hinaus verletzt. 200 Meter Gleis wurden beschädigt. Ein Junior-Ingenieur und 12 Gleisarbeiter wurden in der Folge entlassen.